# Partito Democristiano d'Albania
Il Partito democristiano d'Albania (in albanese: Partia Demokristiane e Shqipërisë - PDK) è un partito politico fondato nel 1991, appena dopo la fine del comunismo e la stabilizzazione della situazione politica.
Nelle elezioni del 2005 raggiunse il 3,4% dei voti degli elettori.
Il PDK alle politiche del 2013 è entrato a far parte della coalizione di centro-destra "Alleanza per l'Impiego, il Benessere e l'Integrazione".